# Брњичка река
Брњичка река је десна притока Дунава, дужине је 25,6km (са својом дужом саставницом Кључатом), са површином слива 76,6km², од чега је дужина у оквиру НП Ђердап износи 11,6km и површине слива 31,1km².
Настаје од реке Кључате, дужине 13,9km и реке Раденке, дужине 6,6km на 256 м.н.в. Река се улива у Ђердапско језеро у близини насеља Брњица. Од саставака Кључате и Раденке до ушћа Раковице, река је под режимом заштите I степена. У том делу слива долина има кањонски облик, огољених страна, изграђених од кречњака, дубине 250—420m, са израженим каскадама и мањим слаповима.
Највећа стална притока је Ступањ (3,1km) и два повремена тока Раковица (3,5km) и Свиња (6,9km).

## Галерија 2021.година
- Брњичка река у насељу Брњица
- Брњичка река недалеко од ушћа
- Ушће у Дунав